# Zsuzsanna Pethő
Zsuzsanna Pethő, Zsuzsanna Kézi après mariage, née le 14 mai 1945 à Bakonybánk et morte le 18 mai 2021 à Tata, est une handballeuse hongroise évoluant au poste de gardienne de but.

## Biographie
Zsuzsanna Pethő est gardienne de but du Győri ETO KC de 1963 à 1968, puis du Tatabánya SC de 1968 à 1978 (elle est finaliste de la Coupe de Hongrie en 1971), et du Tatai Honvéd de 1978 à 1986.
Elle compte 73 sélections avec l'équipe de Hongrie, remportant la médaille de bronze du Championnat du monde 1975 en Union soviétique et des Jeux olympiques de 1976 à Montréal.
Elle meurt le 18 mai 2021 à l'âge de 76 ans.